# Evangelische Stadtkirche (Bad Reichenhall)

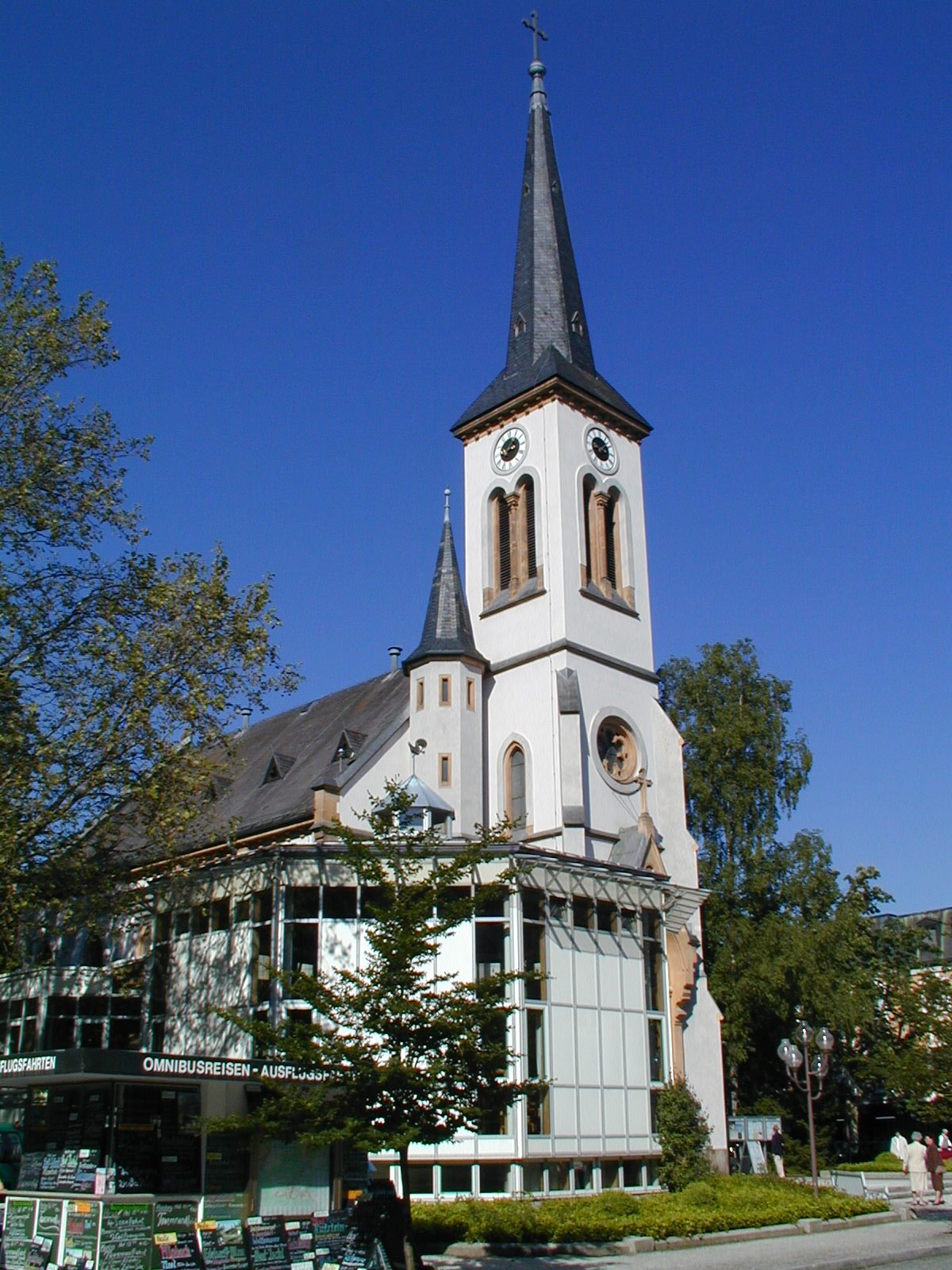
Evangelische Stadtkirche Bad Reichenhall

Die Evangelische Stadtkirche in Bad Reichenhall wurde von 1877 bis 1881 als erste evangelisch-lutherische Kirche der Stadt nach Plänen des Architekten Ludwig Hoffstadt im neogotisch-neoklassizistischen Stil erbaut. Sie befindet sich an der Ecke Kur-/Bahnhofstraße, steht unter Denkmalschutz und ist die einzige Kirche der evangelisch-lutherischen Kirchengemeinde Bad Reichenhall, Dekanat Traunstein. Die Kirchengemeinde umfasst die Stadt Bad Reichenhall sowie die politischen Gemeinden Bayerisch Gmain, Schneizlreuth, Piding und Anger.

## Geschichte
Die Edikte des Königs Maximilian I. Joseph von 1808 und 1809 und die damit verbundene Gründung einer Evangelisch-Lutherischen Kirche in Bayern sicherten dem Protestantismus erstmals gleiche Rechte wie der katholischen Kirche zu. In Bad Reichenhall kam es allerdings erst gut 70 Jahre später auch zum Bau einer evangelischen Kirche.

→ Vergleiche zu diesem Absatz: den Abschnitt
Bayern von der Reformation bis zum Dreißigjährigen Krieg in der Geschichte Bayerns.
Nachdem Bad Reichenhall ab 1846 zu einem Kur- und Badeort wurde, kamen auch viele protestantische Kurgäste in die Stadt, ebenso wie protestantische Beamte und Arbeiter. Ab 1860 hielten deshalb Kurprediger jeweils im Sommerhalbjahr evangelische Gottesdienste in einem umgewandelten Magazinraum der heutigen Alten Saline ab, der noch heute als Betsaal dient.
1875 konstituierte sich aus den etwa 30 in Bad Reichenhall ansässigen evangelischen Christen ein Kirchenvorstand, der „hartnäckig“ eine „geistliche Versorgung durch einen ständigen Pfarrer“ forderte. 1878 wurde Reichenhall exponiertes Vikariat und anstelle von wechselnden Kurpredigern nun von einem ihm zugeordneten Vikar betreut. In ganz Deutschland sammelten Kurgäste „eifrig“ Spenden für einen Kirchenbau, dessen Grundstein dann bereits 1877 gelegt werden konnte.
Unter der Leitung des Münchner Architekten Ludwig Hoffstadt wurde 1877 mit dem Bau der Evangelischen Stadtkirche begonnen, die nach vierjähriger Bauzeit 1881 eingeweiht werden konnte. Blickfang des schlichten Saalbaus war bis 1959 ein Altargemälde von Ludwig Thiersch.
Nach Fertigstellung und Einweihung der Stadtkirche konnte Reichenhall 1886 mit dem Erwerb eines Pfarrhauses schließlich zur eigenständigen Pfarrei werden. Das Kirchengemeindegebiet umfasste seinerzeit die Gerichtsbezirke Reichenhall, Berchtesgaden, Laufen und Traunstein. Doch nach und nach bildeten sich in diesem Gebiet eigenständige evangelisch-lutherische Kirchengemeinden: in Traunstein 1893, in Berchtesgaden 1920 sowie 1948 in Freilassing und Laufen. Heute umfasst der Sprengel der „Evangelisch-lutherischen Kirchengemeinde Bad Reichenhall“ neben der Stadt Bad Reichenhall die politischen Gemeinden Anger, Bayerisch Gmain, Piding und Schneizlreuth.
1954 erhielt die Kirchengemeinde eine zweite und 1976 eine dritte Pfarrstelle sowie 1967 einen hauptamtlichen Kantor.
1959 wurde die Kirche renoviert und fast die ganze Ausstattung bis auf die charakteristischen Kirchenbänke modernisiert.
1981 war bei einer erneuten Innenrenovierung durch Franz Lichtblau anlässlich des 100-jährigen Kirchenjubiläums die wichtigste Maßnahme die Verlegung des Altars auf eine Insel vor die Apsis. Die Chorwand schmückt seitdem ein Fresko von Hubert Distler zu Themen aus der Offenbarung des Johannes sowie ein davor hängendes dreidimensionales Altarkreuz von Friedrich Koller.
1994 ist die Kirche um einen Pavillon-Anbau von Franz Lichtblau erweitert worden, der zwei Gemeinderäume, Küche, sanitäre Anlagen und Lagerräume bietet. Ferner wurde der Pavillon mit dem Bilderzyklus „Schöpfung und Wüste“ von Hubert Distler ausgestattet.
1995 schuf Karlheinz Hoffmann für die Außenseite des Eingangsportals ein Tympanon mit der Darstellung der „Sturmstillung“.
1998 wurde zwischen Kirche und Pavillon ein „Seerosenbrunnen“ von Bruno Karbacher installiert.
2006 zum 125-jährigen Jubiläum wurde das Geläut grundlegend saniert und um zwei Glocken auf ein Fünfergeläut erweitert.
2011 wurde die Beckerathorgel um ein drittes Manual erweitert und ein Schwellwerk mit 12 Registern angebaut. Damit besitzt die Orgel 36 Register.
2018 erhielt die Beckerathorgel zwei neue Pedalregister (als Auszug aus dem vorhandenen Subbass). Damit besitzt die Orgel 38 Register und ist die größte in der Stadt Bad Reichenhall.

## Ausstattung

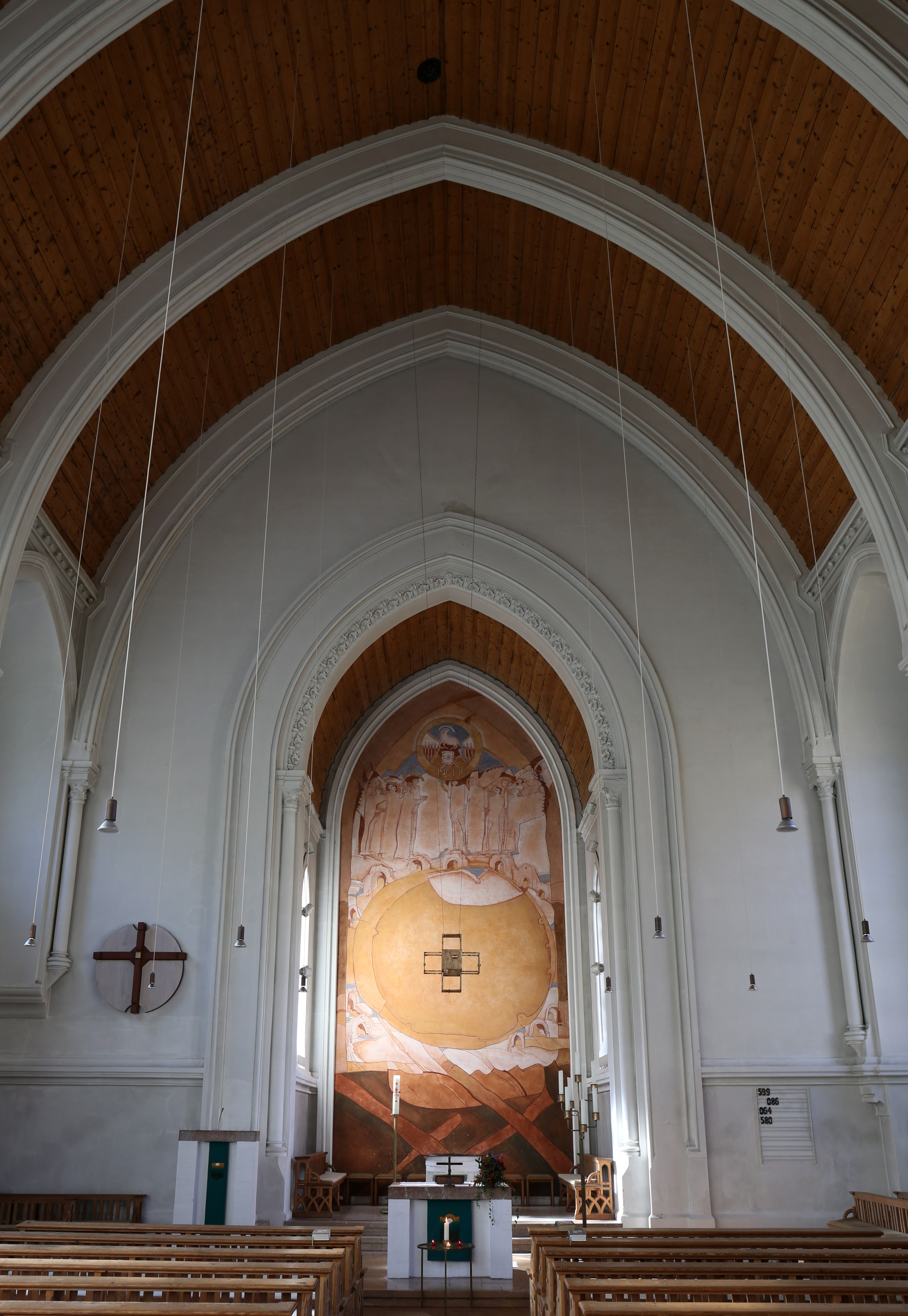
Innenraum

### Chorfresko, Kreuz und Altar
Seit der letzten Innenrenovierung 1981 zum hundertjährigen Jubiläum der Stadtkirche wurde die gesamte Chorwand mit einem Fresko von Hubert Distler ausgestattet, das auf der Offenbarung des Johannes basiert. Um eine zentral gesetzte „große braune Scheibe“ sind die zwölf Tore Jerusalems angeordnet. Darüber die „Schar der Erlösten“, zum Teil mit Engelsflügeln. Gekrönt wird das Fresko von dem „Lamm Gottes“ und dem Buch mit sieben Siegeln. Einige blaue Farbflächen für „das Himmlische“ heben sich vom vorherrschend „irdischen Braun“ ab. Gekreuzte Balken im unteren Teil des Freskos verweisen zum einen auf die Vorstellung „Manches Kreuz müssen wir im Leben tragen“ und erinnern in ihrer Anordnung zugleich an die Krippe und „dass Gott als Menschenkind zu den Menschen kam, um sie zu erlösen.“
Vor der zentral gesetzten „großen braunen Scheibe“ des Freskos und zugleich über dem Altar hängt ein ebenfalls 1981 erschaffenes, „durchlässig, dreidimensionales Kreuz“ des Laufener Künstlers Friedrich Koller.

### Orgeln
Die derzeitige Hauptorgel, die Beckerath-Orgel, ist die zweite in der Geschichte dieser Kirche.

#### Steinmeyer-Orgel
1882, ein Jahr nach der Einweihung des Kirchenbaus, erhielt die Gemeinde ein kleines einmanualiges Orgelwerk aus dem Hause Steinmeyer. Sie wurde als opus 213 erbaut. Dieses Instrument genügte den Anforderungen der Gemeinde etwa 80 Jahre lang. Nun steht es in der Honteruskirche Elixhausen nördlich von Salzburg.
| Manual C–f3    |       |
| Bourdon        | 16′   |
| Principal      | 8′    |
| Viola di Gamba | 8′    |
| Gedeckt        | 8′    |
| Salicional     | 8′    |
| Octav          | 4′    |
| Traversflöte   | 4′    |
| Dolce          | 4′    |
| Octav          | 2′    |
| Mixtur         | 2 ⁄3′ |

| Pedal C–d1 |     |
| Subbaß     | 16′ |
| Violon     | 8′  |

- Spielhilfen: Calcantenzug, „Copula Pedal“ (als Zug)

#### Beckerath-Orgel

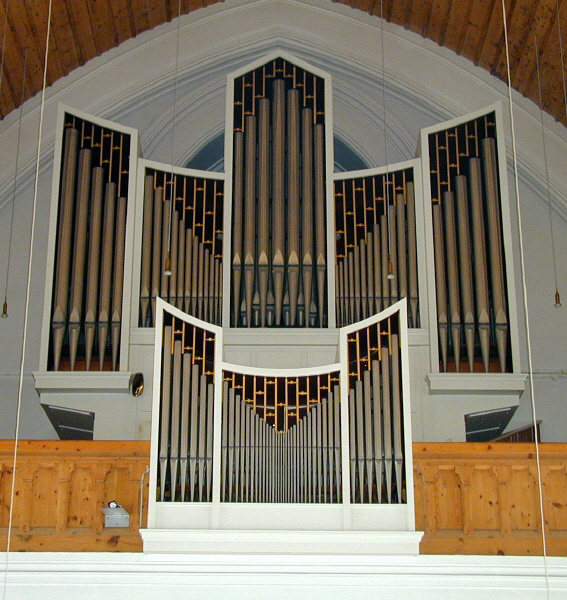

Die jetzige Hauptorgel der Kirche stammt ursprünglich von der Hamburger Orgelbaufirma Rudolf von Beckerath aus dem Jahr 1963. Sie wurde komplett mechanisch gebaut mit Hauptwerk, Rückpositiv und Pedalwerk. 2011 erweiterte Hans-Ulrich Erbslöh (Hamburg) die Orgel um ein schwellbares III. Manualwerk (elektrisch angesteuert), 2018 fügte er aus dem Subbaß einen Untersatz und ein Gedackt hinzu. Das Instrument hat 38 Register (2607 Pfeifen) auf drei Manualen und Pedal. Die Spiel- und Registertrakturen sind mit Ausnahme des 3. Manuals mechanisch.
| I Rückpositiv C–g3 |       |
| Metallgedackt      | 8′    |
| Prinzipal          | 4′    |
| Kleingedackt       | 4′    |
| Oktave             | 2′    |
| Sesquialtera II    |       |
| Gemsquinte         | 1 ⁄3′ |
| Scharf IV          |       |
| Krummhorn          | 8′    |
|                    |       |
| Tremulant          |       |
| Zimbelstern        |       |

| II Hauptwerk C–g3 |       |
| Quintadena        | 16′   |
| Prinzipal         | 8′    |
| Rohrflöte         | 8′    |
| Oktave            | 4′    |
| Blockflöte        | 4′    |
| Quinte            | 2 ⁄3′ |
| Oktave            | 2′    |
| Mixtur IV–VI      |       |
| Trompete          | 8′    |
|                   |       |
| Tremulant         |       |
| Nachtigall        |       |
| Kuckuck           |       |

| III Schwellwerk C–g3 |        |
| Bordun               | 16′    |
| Spielflöte           | 8′     |
| Gemshorn             | 8′     |
| Gambe                | 8′     |
| Schwebung            | 8′     |
| Violprinzipal        | 4′     |
| Traversflöte         | 4′     |
| Nasat                | 2⅔′    |
| Flachflöte           | 2′     |
| Terz                 | 1 3⁄5′ |
| Mixtur IV–V          |        |
| Oboe                 | 8′     |
|                      |        |
| Tremulant            |        |

| Pedal C–f1      |     |
| Untersatz       | 32′ |
| Subbaß          | 16′ |
| Offenbaß        | 8′  |
| Gedackt         | 8′  |
| Oktave          | 4′  |
| Nachthorn       | 2′  |
| Rauschpfeife IV |     |
| Fagott          | 16′ |
| Trompete        | 8′  |

- Koppeln: I/II, III/II, III/I, I/P, II/P, III/P (als Tritte), III/III 16′, III/II 16′, III/I 16′, III/P 4′ (als Züge)
- Spieltisch: Spielschrank, Registerzüge
- Stimmung: Neidhardt 1724 („für eine große Stadt“)

#### Truhenorgel
2005 wurde eine bewegliche Truhenorgel mit 3½ Registern der Firma Christoph Kaps aus München angeschafft, die hauptsächlich bei Kantaten- und Oratorienaufführung des Motettenchores der Stadtkirche Verwendung findet, aber auch gelegentlich bei den wöchentlichen Orgelkonzerten zwischen Mai und Oktober (Orgel um Fünf) eingesetzt wird. Das Instrument besitzt geteilte Schleifen (zwischen b° und h°) sowie eine Transponiereinrichtung einen Halbton höher bzw. tiefer.

| Manual C–d3    |       |
| Holzgedackt    | 8′    |
| Holzrohrflöte  | 4′    |
| Quinte (ab h°) | 2 ⁄3′ |
| Prinzipal      | 2′    |

### Glocken
Das Geläut der Evangelischen Stadtkirche besteht aus fünf Glocken. Die drei großen wurden 1958 von Karl Czudnochowsky in Erding gegossen, die beiden kleineren entstanden 2006 bei der Glockengießerei Perner (Passau) zum 125-jährigen Jubiläum der Stadtkirche.
Die Glocken klingen in den Tönen f1 - as1 - b1 - c2 - es2.
| Nr. | Liturgisches Amt | Gussjahr | Gießer, Gussort            | Gewicht (kg) | Durchmesser (cm) | Nominal | Inschrift                               |
| 1   | Sonntagsglocke   | 1958     | Karl Czudnochowsky, Erding | 680          | 107              | f1 +4   | „Dein ist das Reich“                    |
| 2   | Vaterunserglocke | 1958     | Karl Czudnochowsky, Erding | 390          | 90               | as1 +7  | „Dein ist die Kraft“                    |
| 3   | Friedensglocke   | 1958     | Karl Czudnochowsky, Erding | 290          | 80               | b1 +7   | „Dein ist die Herrlichkeit in Ewigkeit“ |
| 4   | Taufglocke       | 2006     | Rudolf Perner, Passau      | 230          | 76               | c2 +6   | „Geheiligt werde dein Name“             |
| 5   | Ewigkeitsglocke  | 2006     | Rudolf Perner, Passau      | 140          | 64               | es2 +8  | „Dein Wille geschehe“                   |

Uhrschlag auf den Glocken 2 (1/4) und 1 (1/1). Eine ausführliche Läuteordnung befindet sich auf der Homepage der Kirchengemeinde (siehe unter Weblinks).